# Pieter Bruegel starejši
Pieter Bruegel (tudi Breughel) starejši, nizozemski renesančni slikar in grafik, * pribl. 1525, okolica Brede, Habsburška Nizozemska, † 9. november 1569, Bruselj, Habsburška Nizozemska. Bil je najpomembnejši umetnik nizozemskega in flamskega renesančnega slikarstva, slikar in grafik, znan po svojih krajinah in kmečkih prizorih (tako imenovano žanrsko slikarstvo); bil je pionir pri osredotočanju obeh tem na velike slike.
Bil je oblikovalski vpliv na nizozemsko zlato dobo in kasneje slikarstvo na splošno pri svojih inovativnih izbirah vsebine, saj je bil ena prvih generacij umetnikov, ki je odraščal, ko so verske teme prenehale biti naravni predmet slikanja. Prav tako ni slikal portretov, drugega nosilca nizozemske umetnosti. Po izpopolnjevanju in potovanju v Italijo se je leta 1555 vrnil, da bi se naselil v Antwerpnu, kjer je delal predvsem kot ploden oblikovalec grafik za vodilnega založnika tistega časa. Šele proti koncu desetletja se je odločil, da bo slikarstvo postal njegov glavni medij, in vse njegove slavne slike prihajajo iz naslednjega obdobja, nekaj več kot desetletje pred zgodnjo smrtjo, ko je bil verjetno v zgodnjih štiridesetih letih, in višku svojih moči.
Poleg tega, da išče naprej, njegova umetnost ponovno oživlja srednjeveške teme, kot so obrobne drolerije običajnega življenja v iluminiranih rokopisih in koledarske prizore kmetijskih del, postavljenih v krajinskih ozadjih, in jih postavlja v veliko večji obseg kot prej in v drag medij oljnega slikarstva. Enako stori s fantastičnim in anarhičnim svetom, razvitim v renesančnih grafikah in ilustracijah knjig.
Včasih ga imenujejo tudi kmečki Bruegel, da bi ga ločili od mnogih poznejših slikarjev v njegovi družini, vključno s sinom Pieterom Brueghelom mlajšim (1564–1638). Od leta 1559 je iz imena izpustil črko 'h' in se pod svoje slike podpisal kot Bruegel; njegovi sorodniki so še naprej uporabljali Brueghel ali Breughel.

## Življenjepis
O samem življenju Bruegela starejšega je znano relativno malo. Glede na to, da je postal član slikarskega ceha v Antwerpnu leta 1551, naj bi se rodil nekje med 1525 in 1530. Strokovnjaki si niso enotni tudi glede rojstnega kraja, saj eni viri kot rojstni kraj omenjajo naselje v okolici mesta Breda, drugi pa omenjajo sámo mesto. Njegov prvi mentor je bil Pieter Coecke van Aelst, dvorni slikar Karla V. Med letoma 1552 in 1553 je odpotoval v Italijo, najverjetneje po kopnem preko Francije. Iz številnih slik in skic sklepajo, da je potoval vse do Sicilije ter da je kratek čas živel v Rimu pri znanem miniaturistu Giuliu Cloviu, na katerega so vplivala Michelangelova  dela. Ravno v Rimu je Bruegel leta 1553 naslikal svoje prvo delo, Pokrajino s Kristusom in apostoli na Tiberijskem morju. Okoli leta 1555 se je vrnil na Nizozemsko preko Alp, kar je navdihnilo mnoge skice gorskih pokrajin, ki so bile osnova za nekatera bodoča dela. Po vrnitvi se je pričel ukvarjati predvsem z izdelavo bakrorezov; v tem obdobju je nastala serija graviranih risb Sedem smrtnih grehov, kjer se že kaže vpliv Hieronymusa Boscha. Okoli leta 1563 se je preselil v Antwerpen in se poročil z Mayken Coecke, hčerko svojega mentorja van Aelsta. Imel je dva sinova, Jana Brueghela starejšega ter Pieterja Brueghela mlajšega; oba sta bila prav tako znana slikarja.
Deloval je v času severnoevropske renesanse, za katero je značilno realistično upodabljanje ljudi ter zavedanje njihove smrtnosti in minljivosti posvetnega; težišče zanimanja niso bili aristokrati, temveč s težkim delom obremenjeni kmetje in meščani. Bruegel starejši je znan predvsem po slikanju pokrajin in kmečkih prizorov; s svojimi slikami iz kmečkega življenja je razvil samostojen žanr v likovni umetnosti, zaradi česar je dobil vzdevek »Kmečki Bruegel«. Njegova dela predstavljajo hvalnico naravi, ljudje pa so le del celote. Mnoge upodobitve se nanašajo na kmečko življenje, trdo delo ljudi in njihovo spoštovanje vaških običajev ter cerkvenih zakonov. Od beneških slikarjev je prevzel tehniko ptičje perspektive, vendar njihovega sloga ni posnemal, pač pa je razvil svojstven slog. Po eni strani je znal odlično izraziti vzdušje določene pokrajine, po drugi strani pa je izjemno natančno prikazal detajle ljudi pri njihovih opravilih; dober primer tega je Vrnitev lovcev. Poleg kmečkega življenja in tesne povezanosti človeka z naravo je slikal tudi biblijske prizore in Kristusove prilike oz. parabole (npr. Kristus in ženska, zasačena pri prešuštvovanju), mitološke subjekte in alegorije. Te slike odsevajo torej poziv h krščanskemu načinu življenja in/ali nosijo moralna sporočila, kot je razvidno pri delu Flamski pregovori, ki v bistvu prikazuje človeško zlobo in nespamet.

## Zgodovinsko ozadje
Bruegel se je rodil v času obsežnih sprememb v zahodni Evropi. Humanistični ideali iz dvajsetega stoletja so vplivali na umetnike in učenjake. Italija je bila na koncu visoke renesanse umetnosti in kulture, ko so umetniki, kot sta Michelangelo in Leonardo da Vinci, slikala svoje mojstrovine. Leta 1517, približno osem let pred Bruegelovim rojstvom, je Martin Luther ustvaril petindevetdeset tez in začel protestantsko reformacijo v sosednji Nemčiji. Reformacijo je spremljal ikonoklazem in vsesplošno uničevanje umetnosti, tudi v Nizozemskih deželah. Katoliška cerkev je na protestantizem in njegov ikonoklazem gledala kot na grožnjo Cerkvi. Tridentski koncil, ki se je sklenil leta 1563, je določil, da mora biti verska umetnost bolj osredotočena na versko tematiko in manj na materialne stvari in dekorativne lastnosti.
V tem času so bile Nizozemske dežele razdeljene na Sedemnajst provinc, od katerih so nekatere želele ločitev od habsburške vladavine s sedežem v Španiji. Reformacija je medtem ustvarila številne protestantske konfesije, ki so v Sedemnajstih provincah pridobile privržence, na katere so vplivale nove luteranske nemške države na vzhodu in novo anglikanska Anglija na zahodu. Habsburški monarhi v Španiji so poskušali politiko stroge verske enotnosti za katoliško cerkev znotraj svojih domen in jo uveljavili z inkvizicijo. Povečanje verskih nasprotij in nemirov, političnih manevriranj in usmrtitev je sčasoma povzročilo izbruh osemdeset let vojne.
V tem vzdušju je Bruegel dosegel vrhunec svoje slikarske kariere. Dve leti pred njegovo smrtjo se je med Združenimi provincami in Španijo začela osemdesetletna vojna. Čeprav Bruegel tega ni dočakal, se je sedem provinc osamosvojilo in oblikovalo Nizozemsko, preostalih deset pa je ob koncu vojne ostalo pod nadzorom Habsburga.

## Motivi

### Kmetje
Pieter Bruegel se je specializiral za žanrske slike, ki so prikazovale kmete, pogosto s krajinskim elementom, čeprav je slikal tudi verska dela. V Bruegelovih časih je bilo življenje in manire kmetov glavni poudarek dela v slikarstvu redko in je bil pionir žanrskega slikarstva. Številne njegove kmečke slike spadajo v dve skupini glede na obseg in kompozicijo, ki sta bili izvirni in vplivni na kasnejše slikarstvo. Njegov zgodnejši slog prikazuje na ducate majhnih figur, gledane s ptičje perspektive in dokaj enakomerno razporejenih po osrednjem slikovnem prostoru. Prizorišče je običajno urbani prostor, obdan z zgradbami, znotraj katerih so figure »bistveno nepovezano upodabljene«, pri čemer se posamezniki ali majhne skupine ukvarjajo s svojo ločeno dejavnostjo, pri tem pa ignorirajo vse ostale.
Njegov zemeljski, nesentimentalni, a nazorni prikaz dejavnosti življenja na vasi - vključno s kmečkimi opravili, lovom, hranjenjem, prazniki, plesi in igrami - so edinstvena okna izginule ljudske kulture, čeprav še danes značilna za belgijsko življenje in kulturo in glavni vir ikonografskih dokazov o fizičnih in družbenih vidikih življenja 16. stoletja. Na primer, njegova slavna slika Nizozemski pregovori, prvotno Modri plašč, ponazarja na desetine takrat sodobnih aforizmov, od katerih so številni še danes v uporabi v flamskem, francoskem, angleškem in nizozemskem jeziku. Flamsko okolje je zagotavljalo veliko umetniško občinstvo za s pregovorom napolnjene slike, ker so bili pregovori dobro znani in prepoznavni ter zabavni. Otroške igre prikazujejo raznolikost zabavišč, ki so jih uživali mladi. Njegove zimske krajine iz leta 1565, na primer Povratek lovcev, so dokaz o resnosti zim v Mali ledeni dobi. Bruegel je pogosto slikal skupnostne dogodke, kot Kmečka poroka in Boj med Pustom in Postom. Na slikah, kot je Kmečka poroka, je Bruegel naslikal posamezne ljudi, ki jih je mogoče prepoznati, medtem ko so ljudje v Boju med Pustom in Postom neznani in so alegorije pohlepa ali požrešnosti.
Bruegel je slikal tudi religiozne prizore v širokem flamskem krajinskem okolju, kot  Pavlovo spreobrnjenje in Pridiga sv. Janeza Krstnika. Tudi če je bila Bruegelova tema nekonvencionalna, so bili verski ideali in pregovori, ki so vodili njegove slike, značilni za severno renesanso. Natančno je upodobil invalide, na primer v Slepec vodi slepe, kjer je upodobljen citat iz Svetega pisma: »Pustite jih! Slepi so, vodniki slepih. Če pa slepi slepega vodi, bosta oba padla v jamo.« (Mt 15,4). Z uporabo Biblije za razlago te slike je šest slepih mož simbolov slepote človeštva pri zasledovanju zemeljskih ciljev, namesto da bi se osredotočili na Kristusove nauke.
Z obilico duha in komične moči je Bruegel ustvaril nekaj zelo zgodnjih podob akutnega družbenega protesta v zgodovini umetnosti. Primeri vključujejo slike, kot so Boj med Pustom in Postom (satira konfliktov protestantske reformacije) in gravure, kot so Osel v šoli in Bitka o denarju. 
V 1560-ih se je Bruegel preselil v slog, ki prikazuje le nekaj velikih figur, običajno s krajinskim ozadjem brez oddaljenega pogleda. Njegove slike, v katerih prevladujejo krajine, imajo vmesno smer tako glede števila kot velikosti figur.
Pozno monumentalne kmečke figure
- Indija Koromandija  (1567), Stara pinakoteka, München, ilustracija srednjeveške mitske dežele z imenom Indija Koromandija
- Kmečki in gnezdeči ropar  (1568), Umetnostnozgodovinski muzej, Dunaj
- Kmečki ples (1568), Umetnostnozgodovinski muzej, Dunaj, olje na hrastovi tabli
- Berači (Pohabljenci) (1568), Louvre, Pariz, olje na tabli

### Krajinski elementi
Bruegel je prilagodil in naredil bolj naraven krajinski slog, ki prikazuje majhne figure v namišljeni panoramski krajini, gledano z dvignjenega vidika, ki vključuje gore in nižine, vodo in zgradbe. Ob vrnitvi v Antwerpen iz Italije mu je založnik Hieronymus Cock v 1550-ih naročil, da naredi risbe za vrsto gravur Velika krajina, da bi zadovoljil trenutno naraščajoče povpraševanje po krajinskih slikah.
Nekatere njegove zgodnejše slike, na primer Krajina z begom v Egipt (Courtauld, 1563), so v celoti v skladu s patinirjevimi konvencijami, toda njegova Krajina s padcem Ikarja (znana iz dveh kopij) je imela krajino v patinirjevem slogu, kjer je bila že največja figura žanrska figura, ki je bila zgolj opazovalec za domnevno pripovedno temo in se tega morda niti ne zaveda. Datacija Bruegelovega izgubljenega izvirnika ni jasna , verjetno pa je razmeroma zgodaj, in če je tako, napoveduje trend njegovih kasnejših del. V 1560-ih so zgodnji prizori, natrpani z množico zelo majhnih figur, najsi gre za kmečke žanrske figure ali figure v verskih pripovedih, umaknili mesto majhnemu številu veliko večjih figur.

#### Meseci leta
Njegov znameniti niz krajin z žanrskimi figurami, ki prikazujejo letne čase, je vrhunec njegovega krajinskega sloga; pet ohranjenih slik uporablja osnovne elemente krajine (le ena nima razgibanih gora), vendar jih preoblikuje v svoj slog. So večja od večine prejšnjih del, v žanrskem prizoru je v ospredju več figur in panoramski pogled mimo dreves ali skozi drevesa. Bruegel je skozi grafike spoznal tudi krajinski slog Donavske šole.
Serija o mesecih v letu vključuje nekaj najbolj znanih Bruegelovih del. Leta 1565 mu je bogati pokrovitelj v Antwerpnu Niclaes Jonghelinck naročil, da naslika vrsto slik vsakega meseca v letu. Med umetnostnimi zgodovinarji je prišlo do nesoglasja glede tega, ali je serija prvotno vključevala šest ali dvanajst del. Danes je ohranjenih le pet teh slik,  nekateri meseci so združeni in tvorijo splošno sezono. Tradicionalni flamski luksuzni horariji (npr. Sijajni horarij vojvode Berrijskega; 1416) so imeli koledarske strani, ki so vsebovale Dela mesecev, upodobitve, postavljene v krajine kmečkih opravil, vremena in družbenega življenja, značilne za tisti mesec.
Brueglove slike so bile v veliko večjem obsegu kot običajne slike koledarskih strani, vsaka približno 1 x 1,5 m. Za Bruegla je bilo to veliko in pomembno (velikost je temeljila na tem, kako velika je bila slika) naročilo. Leta 1565 so se začeli kalvinistični nemiri in le dve leti je preteklo do izbruha osemdesetletne vojne. Bruegel se je morda s sekularno komisijo počutil varneje, da ne bi užalil kalvinistov ali katolikov. Nekatere najbolj znane slike iz te serije so Povratek lovcev (december – januar) in Žetev (avgust).

## Tisk in risbe
Bruegel se je po vrnitvi iz Italije v Antwerpen preživljal z izdelavo risb, ki so jih spremenili v grafike vodilnega založnika mesta in severne Evrope Hieronymusa Cocka. V svoji "Hiši štirih vetrov" je Cock vodil dobro naoljeno proizvodnjo in distribucijo, pri čemer je učinkovito izdeloval številne odtise, ki so se bolj ukvarjali s prodajo kot z najboljšimi umetniškimi dosežki. Večina Brueglovih grafik prihaja iz tega obdobja, vendar je nadaljeval z izdelavo risb za grafike do konca svojega življenja, pri čemer sta ostala le dve dokončani iz serije Štirje letni časi. Odtisi so bili priljubljeni in upravičeno bi domnevati, da so vsi objavljeni preživeli. V mnogih primerih imamo tudi Brueglove risbe. Čeprav je bila vsebina njegovega grafičnega dela pogosto nadaljevana na njegovih slikah, obstajajo precejšnje razlike v poudarkih med obema vrstama. Sodobnikom in še dolgo potem, dokler jih javni muzeji in dobre reprodukcije slik niso bolje prepoznali, je bil Bruegel s svojimi grafikami veliko bolj znan kot s svojimi slikami, kar v veliki meri pojasnjuje kritično oceno, da je zgolj ustvarjalec komičnih kmečkih prizorov.
Odtisi so večinoma gravure, čeprav so od približno 1559 dalje nekateri jedkanice ali mešanice obeh tehnik. Iz brueglovskega dizajna je bil narejen samo en popoln lesorez, drugi pa nepopoln. Umazana žena je najbolj nenavadno preživetje (zdaj v Metropolitanskem muzeju umetnosti) risbe na lesenem bloku, namenjenem za tisk. Iz neznanega razloga je specializirani rezalnik blokov, ki je izrezljal blok, ki je sledil risbi, hkrati pa jo tudi uničil, pred zaustavitvijo dela naredil le en vogal zasnove. Oblika se nato pojavi kot gravura, morda kmalu po Brueglovi smrti.
Med njegovimi največjimi uspehi je bila vrsta alegorij, med številnimi modeli, ki so prevzeli številne zelo individualne manire njegovega rojaka Hieronymusa Boscha: Sedem smrtnih grehov in Vrline. Grešniki so groteskni in jih ni mogoče prepoznati, medtem ko alegorije kreposti pogosto nosijo nenavadna pokrivala. Da se imitacije Boscha dobro prodajajo, dokazuje njegova risba Velika riba je malo ribo (zdaj v Albertini), ki jo je podpisal Bruegel, vendar jo je Cock v tiskani različici nesramno pripisal Boschu.
Čeprav jih je Bruegel domnevno izdelal, nobena risba, ki je očitno pripravljalna študija za slike, ni ohranjena. Večina ohranjenih risb je končnih risb za grafike ali krajinskih risb, ki so dokaj končane. Po precejšnjem čiščenju atributov v zadnjih desetletjih, ki ga je vodil Hans Mielke, je zdaj za Bruegla na splošno dogovorjeno, da gre za enainšestdeset risb. Iz pokola se je pojavil nov Mojster gorskih krajin. Ključno opažanje Mielkeja je bilo, da so vodni žigi lilije na papirju več listov našli šele okoli leta 1580 naprej, kar je privedlo do hitrega sprejetja njegovega predloga. Druga skupina približno petindvajsetih risb krajin s peresom, ki jih je veliko pripisalo in datiralo Bruegelu, je zdaj dana Jacobu Saveryju, verjetno od desetletja pred Saveryjevo smrtjo leta 1603. Ključno je bilo, da sta bili dve risbi, vključno z amsterdamskim obzidjem datirani v leto 1563, vendar sta vključevali elemente, zgrajene šele v 1590-ih. Zdi se, da je bila ta skupina namerno ponarejena.

## Družina
Okoli leta 1563 se je Bruegel iz Antwerpna preselil v Bruselj, kjer se je poročil z Mayken Coecke, hčerko slikarja Pietera Coeckeja van Aelst in Mayken Verhulst. Kot je zapisano v arhivu stolnice v Antwerpnu, je bila vloga za poroko registrirana 25. julija 1563. Poroka je bila sklenjena v cerkvi Onze-Lieve-Vrouw-ter-Kapellekerk v Bruslju leta 1563.
Pieter starejši je imel dva sinova: Pietera Brueghla mlajšega in Jana Brueghela starejšega (oba sta ohranila ime Brueghel). Sinove je vzgajala njuna babica Mayken Verhulst, ker je oče umrl, ko sta bila oba zelo majhna otroka. Starejši brat Pieter Brueghel je s kompetentnostjo in precejšnjim komercialnim uspehom kopiral očetov slog in kompozicije. Jan je bil veliko bolj izviren in zelo vsestranski. Bil je pomembna osebnost pri prehodu v baročni slog v flamskem baroku in nizozemskem slikarstvu zlate dobe v številnih žanrih. Pogosto je sodeloval z drugimi vodilnimi umetniki, vključno s Petrom Paulom Rubensom pri številnih delih, vključno z Alegorija vida.
Med člani družine sta tudi Jan van Kessel starejši (vnuk Jana Bruegela starejšega) in Jan van Kessel mlajši. Preko Davida Teniersa je družina povezana tudi s celotno slikarsko družino Teniers in družino slikarjev in kiparjev Quellinus, saj se je Jan-Erasmus Quellinus poročil s Cornelijo, hčerko Davida Teniersa mlajšega.

## Dela
Obstaja približno štirideset splošno sprejetih slik, od tega dvanajst v Umetnostnozgodovinskem muzeju na Dunaju. Znano je, da so bile izgubljene številne druge.
Bruegel je sam jedkal samo eno ploščo, Lov na zajce, a je oblikoval približno štirideset odtisov, tako gravur kot tudi jedkanic, večinoma za založbo Cock. Kot smo že omenili, je približno enainšestdeset risb zdaj priznanih kot verodostojnih, večinoma grafike ali krajine.
- Prašič mora iti v svinjak, 1557, Bruegelov najzgodnejši žanrski prizor
- Padec upornih angelov, (1562), Kraljevi muzeji likovnih umetnosti, Belgija
- Poročni ples (ok.1566), olje na hrastovi tabli, The Detroit Institute of Arts
- Štetje prebivalstva v Betlehemu (1566), olje na les, Kraljevi muzeji likovnih umetnosti, Belgija

## Izbrana dela
- Krajina s Kristusom in apostoli pri Tiberijskem jezeru, 1553, morda z Maarten de Vosom, zasebna zbirka
- Prispodoba o sejalcu, 1557, Timken Museum of Art, San Diego
- Dvanajst pregovorov, 1558, Museum Mayer van den Bergh, Antwerpen
- Krajina s padcem Ikarja, v 1550-ih, Kraljevi muzeji lepih umetnosti Belgije, Bruselj – Opomba: Zdaj je videti kot kopija izgubljene verodostojne slike Bruegel [23]
- Modri plašč (ali Nizozemski pregovori), 1559, Gemäldegalerie, Berlin
- Boj med Pustom in Postom, 1559, Umetnostnozgodovinski muzej, Dunaj
- Portret starke, 1560, Stara pinakoteka, München
- Zmernost, 1560
- Otroške igre, 1560, Umetnostnozgodovinski muzej, Dunaj
- Pomorska bitka v Neapeljskem zalivu, 1560, Galleria Doria-Pamphilj, Rim
- Padec upornih angelov 1562, Kraljevi muzeji lepih umetnosti Belgije, Bruselj

- Savlov samomor (Bitka proti Filistejcem na Gilboi), 1562, Umetnostnozgodovinski muzej, Dunaj
- Dve opici, 1562, Staatliche Museen, Gemäldegalerie, Berlin
- Zmagoslavje smrti, c. 1562, Muzej Prado, Madrid
- Dulle Griet, c. 1563, Museum Mayer van den Bergh, Antwerpen
- Babilonski stolp, 1563, Umetnostnozgodovinski muzej, Dunaj
- Mali babilonski stolp , c. 1563, Museum Boijmans Van Beuningen, Rotterdam
- Krajina z begom v Egipt, 1563, Courtauld Institute Galleries, London
- Smrt Device, 1564, (grizaj), Upton House, Warwickshire, Banbury
- Sprevod na Kalvarijo, 1564, Umetnostnozgodovinski muzej, Dunaj
- Poklon Treh kraljev, 1564, Narodna galerija, London

- Zimska krajina (z drsalci in ptičjo pastjo), 1565, Kraljevi muzej likovnih umetnosti Belgije, Bruselj, inv. 8724
- Meseci, cikel verjetno šestih slik mesecev ali letnih časov, od katerih jih je ostalo pet::
  - Povratek lovcev (Dec.–Jan.), 1565, Umetnostnozgodovinski muzej, Dunaj
  - Mračen dan (Feb.–Mar.), 1565, Umetnostnozgodovinski muzej, Dunaj
  - Spravilo sena (Jun.–Jul.), 1565, Lobkowicz Palace v praškem gradu, Češka
  - Žetev (Avg.-Sept.), 1565, Metropolitan Museum of Art, New York
  - Vrnitev črede (Okt.–Nov.), 1565, Umetnostnozgodovinski muzej, Dunaj
- Jezus in prešuštnica (1565), Courtauld Institute of Art, London
- Pridiga Janeza Krstnika, 1566, Museum of Fine Arts (Budimpešta)
- Štetje prebivalstva v Betlehemu, 1566, Kraljevi muzeji lepih umetnosti Belgije, Bruselj
- Poročni ples, c. 1566, Detroit Institute of Arts, Detroit
- Pavlova spreobrnitev, 1567, Umetnostnozgodovinski muzej, Dunaj
- Poboj nedolžnih otrok, c. 1567, Inačica v Royal Collection, Umetnostnozgodovinski muzej, Dunaj, Brukenthal National Museum, Sibiu,[25] in v Upton House, Warwickshire, Banbury
- Indija Koromandija, 1567, Stara pinakoteka, München
- Poklon Treh kraljev v snegu, 1567, Oskar Reinhart Collection, Winterthur
- Sraka na vislicah, 1568, Hessisches Landesmuseum, Darmstadt
- Ljudomrznež, 1568,  Museo Nazionale di Capodimonte, Neapelj
- Slepec vodi slepe, 1568, Museo Nazionale di Capodimonte, Neapelj
- Kmečka poroka, 1568, Umetnostnozgodovinski muzej, Dunaj
- Kmečki ples, 1568, Umetnostnozgodovinski muzej, Dunaj
- Berači, 1568, Louvre, Pariz
- Kmečki in gnezdeči ropar, 1568, Umetnostnozgodovinski muzej, Dunaj
- Trije vojaki, 1568, The Frick Collection, New York City
- Nevihta na morju, nedokončano delo, verjetno Brueglova zadnja slika..

- Martinovo vino, Muzej Prado, Madrid (odkrita 2010)

Odtisi in risbe
- Velike ribe jejo majhne ribe, 1556; imamo tako Bruegelov dizajn kot odtise po njem
- Osel v šoli, 1556, risba, tiskarna, Berlinski državni muzeji
- Obrekovanje Apela, 1565, risba, Britanski muzej, London
- Slikar in poznavalec, risba, ok. 1565, Albertina, Dunaj
- Pogledi na vas z drevesi in mulami, 1526–1569, The Phoebus Foundation

## Zgodovina sprejema
Zbiralci so Brueglovo umetnost dolgo časa bolj cenili kot kritiki. Njegov prijatelj Abraham Ortelius ga je leta 1574 v prijateljskem albumu opisal kot »najbolj popolnega slikarja svojega stoletja«, toda tako Giorgio Vasari kot Van Mander ga vidita v bistvu kot komičnega naslednika Hieronymusa Boscha.
Toda Brueglovo delo je bilo, kolikor vemo, vedno zelo iskano. Bankir Nicolaes Jonghelinck je imel v lasti šestnajst slik; njegov brat Jacques Jonghelinck je bil gospod kipar in medajlist, ki je imel tudi pomembne poslovne interese. Izdelal je medalje in nagrobnike v mednarodnem slogu za bruseljsko elito, zlasti za kardinala Granvella, ki je bil tudi zavzet zagovornik Bruegla. Granvelle je imel v lasti vsaj dva Bruegla, vključno sliko Beg v Egipt, vendar ne vemo ali ju je kupil neposredno od umetnika. Granvelleinov nečak in dedič je iz svojih Brueglov močno oborožil Rudolfa II., zelo pridobitnega avstrijskega habsburškega cesarja. Serija mesecev je vstopila v habsburške zbirke leta 1594, ki jo je dobil Rudolfov brat, kasneje pa jo je vzel cesar sam. Rudolf je imel sčasoma v lasti vsaj deset Brueglovih slik. Generacijo kasneje jih je Rubens imel v lasti enajst ali dvanajst, ki so večinoma prešle k antwerpenskemu senatorju Pieteru Stevensu, nato pa so jih leta 1668 prodali.
Brueglov sin Pieter je promoviral sebe in veliko studijsko ekipo, ki se je ukvarjala z izdelavo replik ali priredb Brueglovih del, pa tudi lastnih kompozicij v podobnih linijah, šestdeset let ali več po tem, ko so bila prvič naslikana. Najpogosteje kopirana dela na splošno niso bila najbolj znana danes, čeprav to lahko odraža razpoložljivost podrobnih risb v celotnem merilu, ki so bile očitno uporabljene. Najbolj kopirana slika je Zimska krajina (z drsalci in ptičjo pastjo) (1565), katere original je v Bruslju; kopiranih je 127 izvodov. Vključujejo slike po nekaterih Bruegelovih risanih grafikah, zlasti Pomlad.
Na umetnike kmečkih žanrskih prizorov naslednjega stoletja je Brueghel močno vplival. Zunaj družine Brueghel sta bila zgodnji figuri Adriaen Brouwer (ok. 1605 / 6-1638) in David Vinckboons (1576 - c.1632), oba rojena Flamca, vendar sta večino svojega časa preživela na severnem Nizozemskem. Poleg splošne predstave o temah kermis so Vinckboons in drugi umetniki od Bruegela prevzeli »takšne slogovne pripomočke, kot so ptičja perspektiva, okrašena vegetacija, svetla paleta in preproste, odvratne figure. Štirideset let po njihovi smrti in več kot stoletje po Brueglovi je Jan Steen (1626–79) še naprej izkazoval posebno zanimanje za bruglovski način.
Kritična obravnava Bruegla kot umetnika komičnih kmečkih prizorov je trajala do konca 19. stoletja, tudi potem, ko so njegove najboljše slike postale splošno znane, ko so kraljeve in plemiške zbirke spremenili v muzeje. To je bilo delno razložljivo, saj je bilo njegovo delo znano predvsem iz kopij, grafik in reprodukcij. Tudi Henri Hymans, čigar delo v letih 1890/91 je bil prvi pomemben prispevek k sodobni Brueglovi raziskavi, bi ga lahko opisal takole: »Njegovo preiskovalno področje zagotovo ni najobsežnejše; tudi njegova ambicija je skromna. Omeji se na poznavanje človeštva in najbolj neposrednih predmetov«, verjetno ne bo prevzel nobenega sodobnega raziskovalca. Ker so njegove krajinske slike z dobro barvno reprodukcijo postale njegova najbolj priljubljena dela, je tudi njegov pomen v zgodovini krajinske umetnosti postal razumljen.